# Carl Henrik Grundelstierna
Carl Henrik Grundelstierna, född 28 oktober 1701, död 1754 (begravd 22 juli), var en svensk bergsvetenskapsman och herrnhutare.
Carl Henrik Grundelstierna var son till kammarrådet Albin Grundelstjerna. Han studerade vid Uppsala universitet och andra universitet i utlandet innan han 1722 blev auskultant i Bergskollegium. 1726 lämnade han Sverige för att studera vid utländska bergsverk, främst i Tyskland. Han återkom 1729 och blev vid faderns död 1730 ägare till Olhamra i Vallentuna socken, varutöver han även var faktor för ett såpbruk. Under sin tid utomlands lärde Grundelstierna känna Nikolaus Ludwig von Zinzendorf och genom denne anhängare av herrnhutismen, den förste i Sverige. Grundelstierna var närvarande i Herrnhut då brödraförsamlingen där bildades 1727, och genom Grundelstierna kom von Zinzendorf att knyta kontakt med flera av den svenska pietismens representanter. Grundelstierna kom att bidra med att sprida kunskap om herrnhutismen i Sverige, men blev aldrig någon ledare av betydelse.